# شركة الخطوط السعودية للخدمات الطبية
شركة الخطوط السعودية للخدمات الطبية هي منشأة طبية خاصة متكاملة تتبع إلى مجموعة الخطوط السعودية القابضة، أنشئت عام 1970. تقدم العلاج الشامل لجميع منسوبي «السعودية» وأفراد أسرهم المستحقين للعلاج. لها عدة فروع حول المملكة، ومقرها الرئيسي مدينة جدة.

## خلفية تاريخية
بدأت الخدمات الطبية «بالسعودية» كنواة بإمكانات بسيطة لا تتجاوز عدد محدود من الأقسام وذلك في العام 1970م حين تم التعاقد مع طبيب واحد وممرضتين وفني مختبر ومساعد صيدلي فقط لعلاج الحالات الطارئة والإصابات الصناعية لموظفي شركة (TWA) الأمريكية، وفي العام 1974م تم إنشاء عيادة تقدم الرعاية الصحية الأولية لمنسوبي «السعودية» في مدينة جدة، تلتها عيادة أخرى مماثلة في مدينة الرياض في 1976م.
وفي العام 1980م بدأت الخدمات الطبية بتقديم العلاج الشامل لجميع منسوبي «السعودية» وأفراد أسرهم المستحقين للعلاج، وتم في العام 1981م استحداث عيادة فرعية في مبنى الخدمات الفنية بمطار الملك عبد العزيز الدولي بجدة لتقديم العلاج لمنسوبي الصيانة، كما تم افتتاح عيادة الخدمات الطبية بمدينة الظهران، ثم افتتحت عيادة مماثلة بالمدينة المنورة في العام 1985م.
وفي العام 1996م تم انتقال الخدمات الطبية إلى المركز الطبي الرئيس بمدينة «السعودية» من مقره السابق الكائن في مجمع الكندرة وتم إنشاء عيادة بديلة تقوم بتقديم الخدمة في ذلك المجمع، ونتيجة لذلك ازدادت أعداد المراجعين حيث بلغت (331.251) مراجع سنوياً.
وفي العام 2004م تولت الإدارة الحالية الشابة مهامها لتأخذ على عاتقها مسؤولية تقديم الخدمة الطبية لجميع منسوبي «السعودية» مع مراعاة الحفاظ على أعلى مستوى للجودة ووفق النظم والضوابط العالمية، كما أخذت على عاتقها تطوير العيادات وتحديث الأجهزة الطبية المساندة والتعاقد مع الكوادر الفنية المؤهلة والمتميزة في مجال عملها في المركز الطبي الرئيس وفروعه في كل من الرياض والمدينة المنورة والمنطقة الشرقية وكذلك في العيادات الفرعية بمدينة جدة وقد وضع فريق العمل نصب عينيه شعار (ولا يزال التطوير مستمراً)، وقد تم الإعلان عن تلك المشاريع في حينها في جميع وسائل الإعلام بالمؤسسة، فأصبح مراجعي الخدمات الطبية يلمسون التطور قبل وخلال وبعد أي مشروع تطويري ولا يكاد يتم الانتهاء من مشروع حتى يتم البدء في مشروع آخر.
واستمراراً للتطور المتلاحق وللتماشي مع متطلبات الخصخصة تم استقطاب شركات عالمية لدراسة وضع الخدمات الطبية ووضع الخيارات الإستراتيجية الخاصة بها، وتمت دراسة تلك الخيارات واختيار الأكثر جدوى بإغلاق المراكز الطبية الفرعية في المناطق داخل المملكة وإسناد مهمة تقديم الخدمة الطبية لمنسوبي «السعودية» فيها إلى شركات التأمين ذوات السمعة الجيدة في هذا المجال واستمرار تقديم الخدمة الطبية لمنسوبي «السعودية» في مدينة جدة من خلال المركز الطبي الرئيس لما يملكه هذا المركز من أسس وخبرات وتجهيزات وكوادر فائقة الجودة ليكون نواة لمستشفى الخطوط السعودية الذي سيكون بمشيئة الله أحد معالم المحافظة ومرفق طبي يضاف للمرافق الطبية المتميزة فيها.

## الإدارات

### أطباء الطب المهني وطب الطيران
- الأهداف العامة:

1. الحفاظ على سلامة الطيران والسلامة العامة والحفاظ على سلامة الموظفين وبيئة عمل صحية.
2. التأكد من لياقة الموظفين الطبية لأداء وظائفهم.

- المهام:

1. إصدار الرخص الطبية لملاحي كابينة القيادة بفئاتها الثلاثة بمرجعية كل من الهيئة العامة للطيران المدني بالمملكة العربية السعودية والإدارة الأمريكية الفيدرالية للطيران بالولايات المتحدة الأمريكية تحت مظلة منظمة الطيران الدولية كندا، وقد حصلت إدارة الطب المهني وطب الطيران على خطاب شكر وتقدير مؤخراً من قِبل الإدارة الفيدرالية الأمريكية للطيران نظير تطبيق اللوائح الدولية ودقة التقارير وتعبئة النماذج باحترافية بالإضافة إلى وجود نخبة من الأطباء المؤهلين لإصدار جميع الرُخص الدولية لطاقم القيادة.
2. إعداد التقارير الطبية الخاصة بالطيارين ومناقشاتها لدى جهات المرجعية المذكورة.
3. فحص جميع موظفي الصيانة ذوي العلاقة بسلامة الطيران للتأكد من لياقتهم وخاصة مفتشو الصيانة وكذلك الفنيون المعنيون بـ (Run up & Taxi) وجميع فئات السلامة العاملون في الخدمات الفنية أو في صيانة الأسطول الملكي وتوفير العلاجات اللازمة لبعض المواد الشديدة السمية مثل السيانيد.
4. فحص ما بعد الحوادث ويشمل ذلك فحص المؤثرات العقلية والكحوليات وقد يمتد الفحص في بعض الحالات ليشمل قدرة الموظف الذهنية وقابليته لارتكاب الحوادث والأخطاء على مقاييس الطب النفسي المعتمدة دولياً.
5. فحوصات تمديد الخدمة وتحديد لياقتهم.
6. تطعيم أطقم القيادة وملاحي المقصورة ضد عدد من أمراض السفر الشائعة.
7. إعداد خطابات مطالبات التأمين الخاصة بإصابات العمل والإصابات الشخصية وكذلك فقدان الرخص الطبية المؤقت والدائم وذلك للحفاظ على حقوق الموظفين بكافة شرائحهم.
8. التعرف على مخاطر البيئة الصناعية وتأثيرها على موظفي الصيانة من النواحي الفيزيائية والكيميائية وإيجاد الحلول والتوصيات اللازمة لمعالجتها.
9. تحديد نسبة الإعاقة في حالات إصابات العمل وتحديد نسبة التعويض حسب الأنظمة.
10. الفحص الطبي بالطيران التشبيهي هو إحدى مسئوليات الطب المهني وطب الطيران وذلك لإثبات قدرة الطيار على أداء وظيفته على الرغم من وجود عائق طبي وذلك تسهيلاً على الطيار من جهة ورغبة المؤسسة في الاستفادة من الطيارين ذوي الخبرة بدلا من إفقادهم رخصهم الطبية.
11. التثقيف الطبي وعمل المطويات التي تساعد على إرشاد أطقم القيادة والمقصورة على التغلب على مشاكل النوم والإرهاق وإتباع نمط صحي في الحياة يمكنهم من الحفاظ على مستو عال من اللياقة الطبية.
12. جاري العمل حاليا على وضع برنامج تصنيف البصمات الوراثية لجميع الملاحين.
13. فحوصات دورية خاصة وحصرية لأطقم الأسطول الملكي.

- الخدمات المساندة والدعم اللوجستي لصناعة الطيران:

1. يتحمل قسم الطب المهني مسئولية تزويد الطائرات والمحطات بعدد من الأجهزة والأدوات الطبية على مدار العام من بينها الحقيبة الطبية وجهاز الصدمات الكهربائية التي لا يمكن للطائرة الإقلاع بدون أي واحد فيهما (No Go Items) حيث تقوم العيادة الفرعية التابعة لمطار الملك عبد العزيز من التأكد من سلامة أجهزة الصدمات الكهربائية وسلامة بطارياتها والتأكد كذلك من سلامة الحقيبة الطبية وتواريخ انتهاء الأدوية وإبدالها، والحقيبة الطبية تحتوي على أجهزة طبية وأدوية تُستخدم لعلاج الحالات الطارئة مثل أجهزة قياس الحرارة والضغط ومجموعة أخرى من الأدوية المختلفة تُفتح وتُستخدم من قِبل الأطباء المتواجدين على الرحلة وذلك لتفادي حدوث مضاعفات للمريض المسافر وتفادي تحويل مسار الرحلة مما قد يترتب عليه خسائر مادية على الناقل. ومن مهام إدارة الطب المهني وطب الطيران موائمة مكونات الحقيبة مع المقاييس والمتطلبات الدولية التابعة لبرنامج الـ (IOSA) ومتطلبات الطيران الدولي التابع لكل من (GACAR/FAR -Appendix A Part121).
2. كما تضطلع العيادة الفرعية بخدمة تجهيز الطائرات بأدوات طبية أخرى وذلك منعا لانتشار الأوبئة والأمراض المعدية مثل أنفلونزا الخنازير والطيور أمراض كورونا والايبولا وخلافه، ومن أهمها حقيبة (UBK) وهي مصممة للسيطرة على إفرازات وسوائل الراكب المريض ومنعها من الانتشار داخل الطائرة، وهناك حقيبة أخرى أضيفت في السابق وهي حقيبة الـ (CDK) أي حقيبة الوقاية من الأمراض المعدية وتستخدم في حال اكتشاف وجود راكب ذي مرض معد على متن الطائرة.
3. تتبع الخدمات الطبية كل ما ورد من تعليمات في برنامج ال (CAPSCA) التابع لمنظمة الايكاو (ICAO) تحت مظلة مؤتمر الهيئة العامة للطيران المدني بالمملكة العربية السعودية المنعقد في شهر يونيو من عام 2012 م وذلك للحد من انتشار الأمراض المعدية بواسطة النقل الجوي.
4. فحص الطلبة المبتعثين لدراسة الطيران والصيانة لدى برنامج خادم الحرمين الشريفين للابتعاث الخارجي (بعثتك وظيفتك) مع تزويدهم بالرخص الطبية اللازمة.
5. جميع فحوصات ما قبل التوظيف مع التأكد من أن لياقة المتقدم تناسب الوظيفة المعينة له داخل وخارج المملكة.

- خطة الاستجابة للطوارئ بالخدمات الطبية (DERP):

يوجد بالخدمات الطبية فريقان للاستجابة للطوارئ:
- فريق الاستجابة وهو ما يعرف بـ GO Team.
- فريق العناية بأسر الضحايا وهو يعرف بـ SAT.

وقد تلقى الفريقان تدريبات عديدة في هذين المجالين وذلك في سرعة الاستجابة والقدرة على التحرك في وقت قياسي. وهما يضمان كوكبة من الأطباء من مختلف التخصصات، أطقم تمريض وفنيين وإداريين برئاسة رئيس الوحدة الإستراتيجية.
يعمل هذان الفريقان بالتنسيق مع كل من إدارة الاستجابة للطوارئ التابعة للمؤسسة وكل من إدارتي السلامة ومركز إدارة أنظمة العمليات OCC ومركز إدارة الكوارث بالعمليات الجوية ECC.
وفور تلقي الإشارة بوجود حادث طيران يقوم المختصون بفريق الطوارئ بالتوجه إلى غرفة الطوارئ بالخدمات الطبية لتلقي المعلومات من مركز الكوارث بالعمليات الجوية فيما يختص بأسماء أطقم المقصورة والقيادة الركاب عدد الضحايا وموقع الحادث.
يتم بعد ذلك:
1. التحرّز على ملفات الأطقم الطبية والحفاظ عليها في مكان آمن للتحقيقات القادمة.
2. إغلاق الملفات الالكترونية.
3. التحرّز على رخص أطقم القيادة وملفات هيئة الطيران المدني والإدارة الأمريكية الفدرالية.
4. مراجعة المعلومات الطبية في الملفات الطبية لأطقم الطائرة.
5. مراجعة مقدّرات وجاهزية الخدمات الطبية من وجود حقائب الطوارئ وحقائب الإنقاذ المناسبة عدد عربات الإسعاف عدد الطاقم من أطباء وتمريض والحاجة إلى الزيادة أو الإنقاص حسب حجم الحادث.
6. كما يقوم قسم تقنية المعلومات بالخدمات بمراجعة شرائح الموظفين المتبرعين بالدم وفق قاعدة بيانات معدة مسبقا.
7. مراجعة قوائم المستشفيات داخل وخارج المملكة تعبئة النماذج الخاصة بالعمل الإداري وثائق تصنيف الضحايا ونماذج التعريف في المشرحة.
8. مراجعة قوائم وجاهزية وثائق السفر لأعضاء الطاقم.
9. اختيار الطاقم المسافر.
10. توزيع الأدوار من منسقين ومديري الموقع والفرق الميدانية وفريق مواساة الضحايا والعناية بالأسر.
11. تلخيص المهام والتوجه بعدها إلى مكان تواجد فريق الاستجابة للطوارئ بالمؤسسة استعداد للانضمام إلى العمل الجماعي.

ويعد قسم الطب المهني وطب الطيران وحدة تشغيلية من الدرجة الأولى تحفظ للمؤسسة عنصرها البشري الذي هو عَصب صناعة الطيران أطقم القيادة والمقصورة.

### الأشعة
إن قسم التصوير الطبي هو أحد أقسام الخدمات الطبية السعودية المسؤولة عن تقديم الخدمات لجميع موظفين الخطوط السعودية وذويهم.
وهو يتألف من خمس وحدات تشخيصية مختلفة مثل وحدة الأشعة المقطعية، وحدة الموجات فوق الصوتية، وحدة الاشعة السينية، وحدة أشعة الثدي، وحدة هشاشة العظام.
عمل فريق يتكون أكثر من 20 موظفا استشاريين، أخصائيين، طباعة تقارير، وكذلك الاستقبال، ويساهم في توفير جودة عالية لخدمة ورعاية المرضى
رؤيتنا هي توفير خدمات التصوير التشخيصيلجميع موظفين الخطوط السعودية وأفراد الأسرة المؤهلين وتوفير التدريب لخريجي الفيزياء الطبية وكذلك أخصائي الأشعة مع برامج مؤهلة موحدة

### المختبر
أُنشأ مختبر الخدمات الطبيه عام 1970 مع بداية إنشاء الخدمات الطبية وقد جرت عليه العديد من التغيرات لمواكبة المتطلبات خلال الأعوام الماضية حتى تم تطويره عام 2013 بناءاً على مواصفات ومعايير عالميه باستخدام أحدث التقنيات في مجال المختبرات. يقدّم مختبر الخدمات الطبيه الخدمة بأعلى معايير الجودة والدقة.
- مجال الخدمة:[1]
  - قسم الكيمياء
  - هرمونات
  - تحاليل البول
  - الأحياء الدقيقة والطفيليات
  - أمراض الدم
  - قسم السموم

### العلاج الطبيعي
يحتوي قسم العلاج الطبيعي على قسمين خاص بالرجال والنساء وكل قسم يحتوي على:
- 5 غرف علاجية
- صالة خاصة بالتمارين الرياضية مساحتها أكثر من 30 متر مربع لكل قسم

كما يحتوي القسم على أفضل الأجهزة الطبية التأهلية مثل جهاز (الليز عالي الشدة – شد العامود الفقري – الضربات الكهربائية التصادمية- تمرين الأطراف العليا والسفلى لمختلف حالات الشلل)
القسم قادر على استقبال جميع حالات الخاصة بالمشاكل العضلية والهيكلية والحالات العصبية.
الخدمات الجديدة المقدمة في القسم هي:
- خدمة تأهيل ما بعد العمليات الجراحية
- خدمة تأهيل الإصابات الرياضية
- خدمة تأهيل حالات الأعصاب والشلل
- الرؤية:[5]
- الريادة في تقديم خدمة علاجية وذات جودة عالية في العلاج الطبيعي.
- أهداف قسم العلاج الطبيعي :[5]

أن يكون قسم العلاج الطبيعي والعاملين به قادرين على:
1. المهارات اللازمة للنجاح في تقديم الخدمة.
2. التقييم والتدخل العلاجي المبني على الأدلة والبراهين الطبية.
3. حل المشاكل الحركية والعضلية بأساليب حديثة.
4. التواصل بمهارة في حالات العلاج الطبيعي المهنية.